# アンカーン・カンラヤーナポン
アンカーン・カンラヤーナポン（อังคาร กัลยาณพงศ์,
1926年2月13日 - 2012年8月25日）はタイの詩人。ナコーンシータンマラート県出身。

## 略歴
アンカーンは、1926年2月13日ナコーンシータンマラート県で生まれる。幼少のころより絵や詩を得意とし、高校時代には困難な定型クローン詩も手がける。シラパコーン大学絵画・彫刻・版画学部を卒業。スワンニー・スコンターと交友し、詩作に励んだ。1972年、サティエンコーセート・ナーカティープ財団より詩人の業績を称え表彰を受けている。1986年、『詩人の決意』で東南アジア文学賞を受賞。1989年、国家芸術家の指定を受ける。
2012年8月25日、病気のためバンコクのサミティウェート病院で死去。86歳没。

## 作品

### 詩集
- 『プーカドゥンの歌』1973年
- 『詩人の決意』1986年

### 邦訳
- 岩城雄次郎 編訳 「アンカーン・カンラヤーナポン」『タイ現代詩選‐アジアの現代文芸[タイ]⑧』財団法人大同生命国際文化基金 1994年 p.42－58。以下収録5篇[3]
  - 『アユタヤ』
  - 『詩人の決意』
  - 『芸術を蔑する者』1958年
  - 『海を掬い取る奴』1963年
  - 『失恋』1964年
- 吉岡みね子編訳・タイ国言語・図書協会編『ナーンラム―タイ作家・詩人選集―アジアの現代文芸[タイ]⑥』財団法人大同生命国際文化基金 1990年 p.339-343。
  - 『世界にかける花環』1980年